# 韓信草
韓信草（學名：Scutellaria indica），別稱大韓信草、耳挖草、挖耳草、大力草（廣州）、煙管草（江蘇無錫）、順草（貴陽）、順筋草、順經草、調羹草、疔瘡草、笑藥草、龍游香草、偏向花（浙江）、合耳花、三合香（河南商城）、紅葉犁頭草、紅葉犁頭尖（湖南永興）、 藍花茶匙癀 、虎咬癀、鐵燈盞 、油燈盞、向天盞、立浪草（台灣）、昏病草、地蘇麻、金鎖匙、金茶匙、半枝蓮、心葉半枝蓮、大葉半枝蓮、鉤頭線、印度黃芩（台灣）等，為唇形科黄芩屬植物，模式種採自於中國。其种加词“indica”意为“印度的”。
现接受名为堇花黄芩原变种（Scutellaria violacea var. violacea)。
韓信草的花萼於果熟時會增大閉合，待種子飛散後剩下的下唇堅硬狀如耳挖，故而有耳挖草之稱。韓信草的花朵，於風中挄動仿如一片紫藍色的波濤向前湧，故而有立浪草之稱。一般是在春、夏季採取，洗淨鮮用或曬乾用。花期4－5月，果期6－9月。

## 变种
- 韓信草原變種 S. i. var. indica
- 小葉韓信草S. i. var. parvifolia（Makino）Makino
- 縮莖韓信草S. i. var. subacaulis（Sun ex C.H. Hu）C. Y. Wu et C. Chen
- 長毛韓信草S. i. var. elliptica Sun ex C.H. Hu

## 分佈
分佈於中國、台灣、日本、朝鮮、中南半島、印尼及印度等地。中國國內分佈於江蘇、浙江、安徽、江西、湖南、河南、陝西、貴州、四川、雲南、廣西、廣東、海南及福建等地。多生長於海拔1500米以下濕潤的山坡、丘陵地、郊遊草地、疏林下及路旁等。

## 形態特徵
韓信草是一種多年生草本植物，全株披毛，高約10－37厘米。根莖短，有簇生的纖維狀鬚根。
莖直立或斜升 ，由根狀莖發出，四梭形，通常帶暗紫色，密披向上曲的長節毛，尤其莖上部及棱角上最密。
葉賢形或卵狀橢圓形，草質至近堅紙質，先端純圓或鈍尖，基部圓形或微心形，對生，葉緣反卷，邊緣密生圓鋸齒及節狀短緣毛，表面暗綠色，背面淡綠色或紫紅色，兩面密披柔毛，背面披毛較盛，有時背面具紅色腺點，長約1.5－3厘米，寬約1.2－3.2厘米;葉柄密披短柔毛，長約5－15毫米。
花輪有花2朵，頂生假總狀花序，花偏向一側，長約3－12厘米;總花梗上密披節毛和節毛狀的頭狀腺毛，下部一對苞片葉狀，卵狀長圓形，上部苞片橢圓形，全緣，密披柔毛，無柄，長約3－6毫米，寬約1－2.5毫米；花萼鐘狀，外面密披節毛狀的頭狀腺毛，2唇形，全緣，長約2.5毫米，果時增大至長約5毫米，萼筒背部生有1囊狀盾鱗，盾片高約1.5毫米，果期增大一倍；花冠藍紫色，2唇形，外面疏披短節毛和腺體，基部囊狀，冠筒前方基部明顯膝曲，向上漸寬大，長約14－20毫米，喉部寬約4.5毫米；冠檐上唇盔狀，先端微凹，下唇3裂片，中裂片卵圓形，先端微凹，2側裂片小，卵狀三角形，具深紫色斑點；雄蕊4枚，2強，稍外露，前對外側花藥退化，花絲扁平，中部前對外側、後對兩側披柔毛；花柱細長，稍外露；柱頭2裂不相等；子房光滑具柄，4裂，花盤肥厚。果為小堅果，卵球形，橫生，褐色或栗色，具瘤，腹面中下部有具柄果臍，每室種子４顆，長約1毫米，直徑不及1毫米。種子黑色。

## 醫藥用途
中藥名為韓信草，味道苦、辛，性寒，歸心、肺及肝經，能清熱解毒、 止血消腫、活血止痛等，主治肺癰、肺熱咳喘、皮膚瘙癢、腸癰、 牙痛、咽痛、喉痹、便血、吐血、筋骨疼痛 、創傷出血、跌打損傷及毒蛇咬傷等。

## 化學成份
根含黃酮類、酚性成分、氨基酸、有機酸等成份組成，如半枝蓮種素(tivularin)、半枝蓮素(scutevurin)、高分黃芩甙(scutellarin)、漢黃芩素（wogo-nin)、山姜素（alpinetin）等。

## 外部連結
- Scutellaria indica L.[永久]香港植物標本室
- 印度黃芩 （页面存档备份，存于）台灣野生植物資料庫
- 韓信草物種相冊 （页面存档备份，存于）中國自然標本館
- 印度黃芩植物數位標本 （页面存档备份，存于）國立台灣大學生態學與演化生物學研究所
- 韓信草 （页面存档备份，存于）紫娃娃植物網
- 韓信草 （页面存档备份，存于）樹木谷
- 韓信草 （页面存档备份，存于）葉脈網
- 環保教室綠色力量
- （简体中文）中国数字植物标本馆中的相关内容：韓信草
- 韓信草 Hanxincao （页面存档备份，存于） 藥用植物圖像資料庫 (香港浸會大學中醫藥學院) （繁體中文）（英文）